# 女郎王
女郞王是新羅王族的一個稱號。根據《三國史記》的說法，女郞王是對未能登女性王族的尊稱，來源不詳。《三國史記·新羅本紀》中最早被封為女郞王的記錄是第22代智證王於525年尊金立宗之妹為於史鄒女郞王。